# Halfdan Sigurdsson
Halfdan Sigurdsson o Halfdan Hadafylke (995 – 1047) fue un caudillo vikingo de Hadafylki, reino de Ringerike, Noruega en el siglo XI. Hijo de Sigurd Syr y Åsta Gudbrandsdatter, hija de Gudbrand Kula. Su hija Bergljot Halfdansdóttir casó con Finn Arnesson, un prominente noble y lendmann noruego que fue consejero real de Olaf II el Santo, Harald III de Noruega (por otro lado, hermano de Halfdan) y más tarde Svend II de Dinamarca. Su hermana Gunnhild casó con Ketil Kalv de Ringanes. 
Se casó con Thora Skagesdatter de Bergen. Tuvo tres hijos conocidos, según las sagas:
- Bergljót Thorbjórg Hálfdansdóttir (n. 1010), quien sería esposa de Finn Arnesson.
- Reidar Halvdansson Eiker (av Stein, m. 1060)
- Grjotgard (m. 1049)